# Kabalayata Katti, Gadag
Kabalayata Katti là một làng thuộc tehsil Gadag, huyện Gadag, bang Karnataka, Ấn Độ.